# Universal Studios Florida

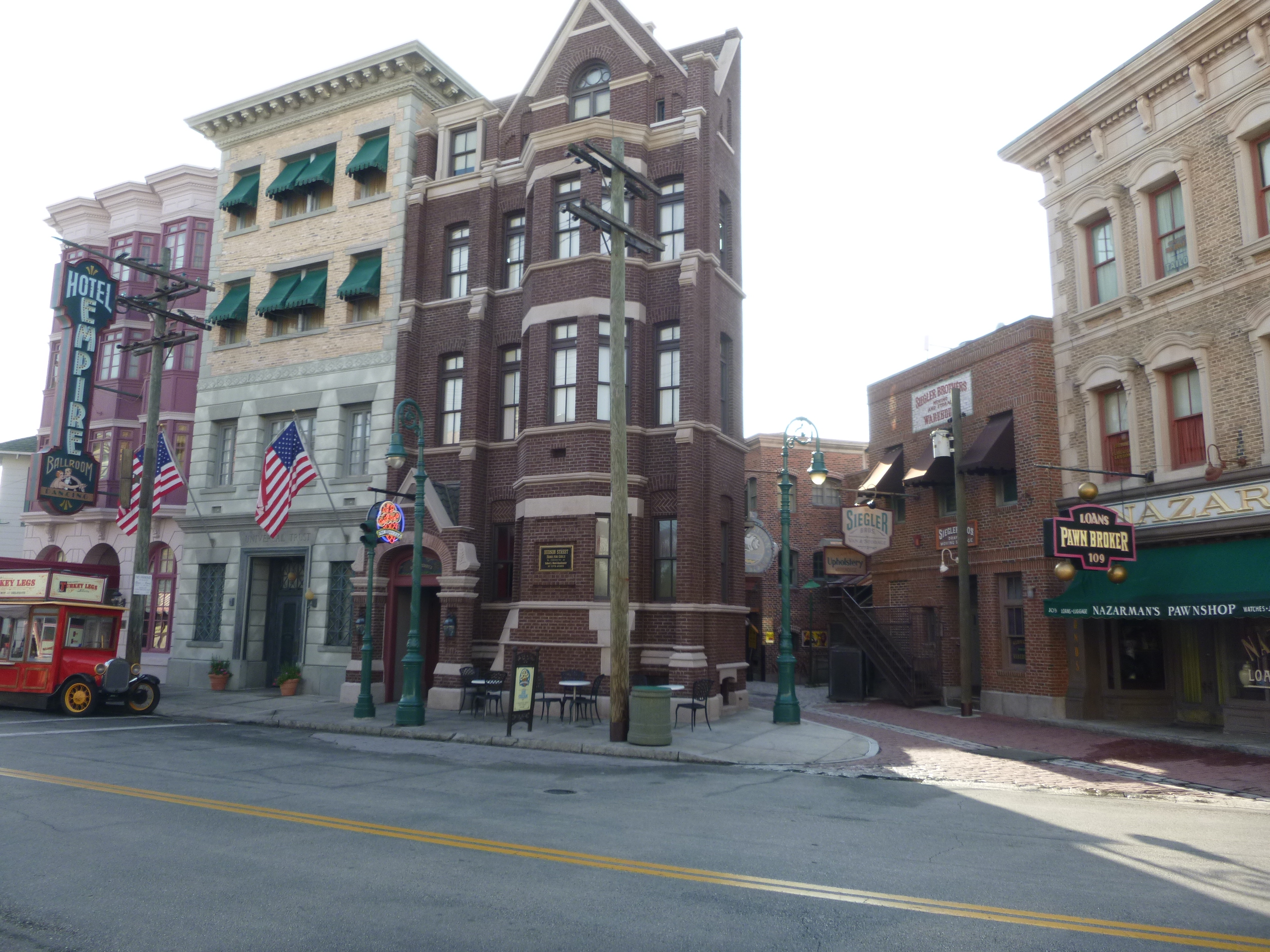
Sección tematizada como Nueva York.

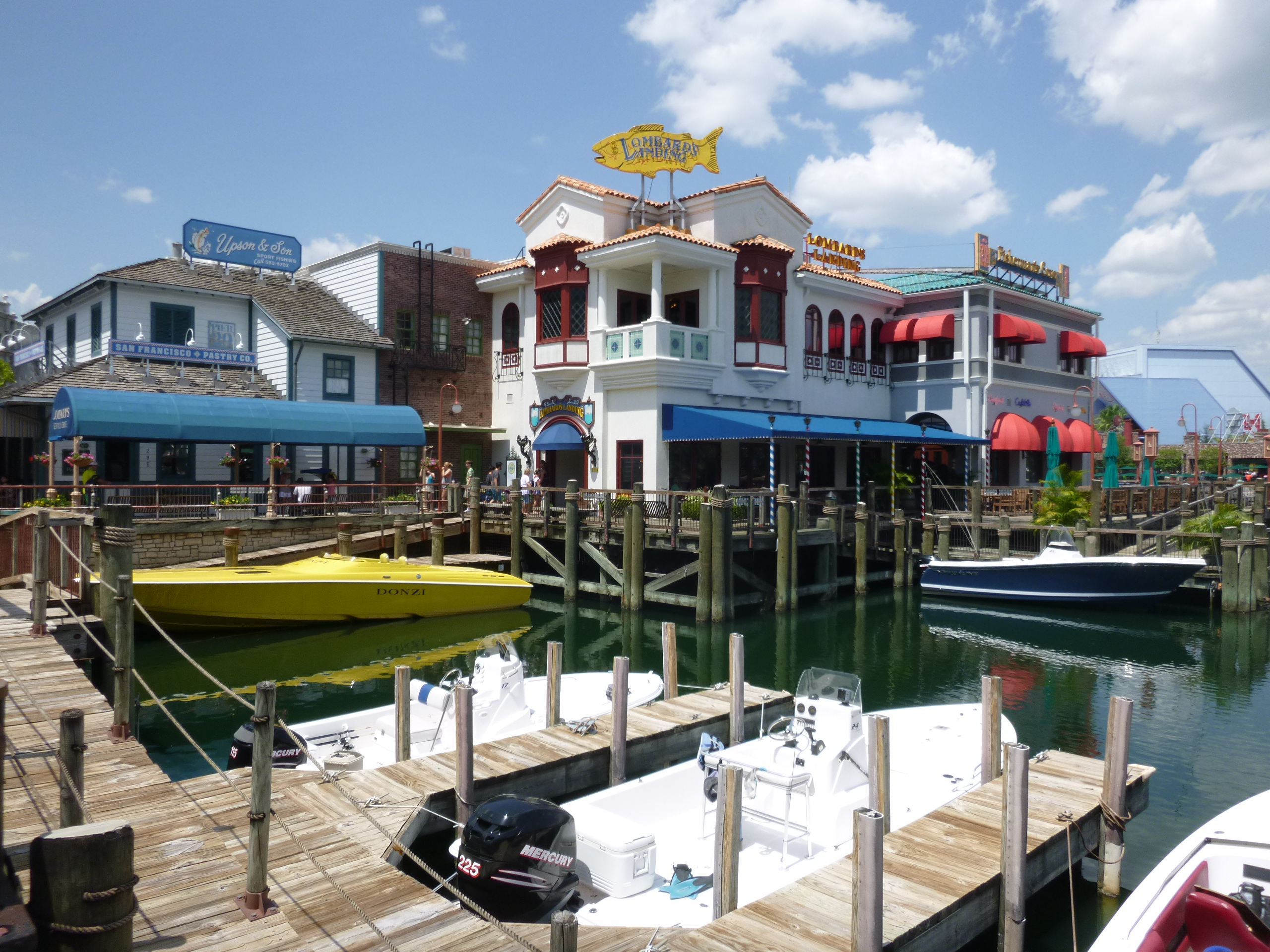
Sección tematizada como San Francisco.

Universal Studios Florida es un parque temático localizado en Orlando, Florida, Estados Unidos, que forma parte del complejo Universal Orlando Resort. Inaugurado el 7 de junio de 1990, la temática del parque es la industria del entretenimiento, en particular de las películas y la televisión. En 2010, el parque recibió un estimado de 5,9 millones de visitantes, quedando octavo en la lista de los parques temáticos más visitados en los Estados Unidos. Universal Orlando es el segundo centro turístico más grande del Gran Orlando, después del cercano Walt Disney World Resort. Universal Studios Orlando cubre 541 acres.

## Historia
Universal Orlando abrió sus puertas el 7 de junio de 1990 como el parque temático Universal Studios Florida. Es una empresa conjunta entre Universal Entertainment y Blackstone Group. El parque compite directamente con Disney-MGM Studios (ahora conocido como Disney's Hollywood Studios).
En 1994, los ejecutivos comenzaron a planificar la expansión del resort para convertirlo en un resort de varios días. A fines de 1995, comenzó la construcción del nuevo parque en Adventure Island. El centro de vista previa de Islands of Adventure abrió en mayo de 1997 y reemplazó a Screen Test Home Video Adventure. Durante este tiempo, se construyeron y abrieron varias atracciones nuevas en Universal Studios Florida.
El 28 de mayo de 1999, Universal's Islands of Adventure abrió al público. Tiene seis "islas" temáticas, incluidos los puertos de entrada.
En diciembre de 2000, el Hard Rock Hotel abrió como el segundo hotel de Universal Orlando. Aunque se llama Loews Hotels, el hotel, al igual que el Loews Portofino Bay Hotel, es propiedad de Loews Hotels y no está afiliado a Hard Rock International. En 2001, se inauguró el Loews Royal Pacific Resort. En medio de toda esta apertura, se construyeron dos estacionamientos y se adquirió el popular parque acuático Wet 'n Wild Orlando, que luego sería renombrado como Universal Volcano Bay.
En 2003, comenzaron a circular rumores de que una atracción con el tema de Harry Potter vendría a Universal Studios o a uno de los parques de Disney. El 31 de mayo de 2007, Universal Studios y Warner Bros. anunciaron oficialmente que el Mundo Mágico de Harry Potter construirá el séptimo parque Islands of Adventure. La atracción abrió el 18 de junio de 2010.
Poco después del éxito de la gran inauguración del Mundo Mágico de Harry Potter - Hogsmeade, los rumores comenzaron a circular una vez más, esta vez sobre una segunda área temática de Potter en Universal Studios Florida. Poco después se anunció que Universal comenzaría la construcción de The Wizarding World of Harry Potter -Diagon Alley, reemplazando a Jaws: The Ride .  El 8 de julio de 2014, el Callejón Diagon se abrió oficialmente al público.

## Atracciones
Las atracciones del parque están distribuidas en 8 áreas distintas.
Hollywood
- The Bourne Stuntacular
- Universal's Horror Make-Up Show
- Marilyn And The Diamond Bellas

Illumination Minion Land
- Despicable Me Minion Mayhem
- Villain-Con: Minion Blast
- Hollywood Rip it Ride it Rollercoaster

New York
- Revenge of the Mummy
- Race Through New York Starring Jimmy Fallon
- Transformers: The Ride

World Expo
- Men in Black: Alien Attack

Dreamworks Land
- Dreamworks Imagination Celebration
- Po Kung Fu Training Camp
- Animal Actors On Location!
- Shrek Swamp for Little Ogres
- Poppy´s Playground
- Trolls's TrollerCoaster
- E.T. Adventure

Springfield
- The Simpsons Ride

- Kang & Kodos Twirl 'N' Hurl

The Wizarding World of Harry Potter (London/Diagon Alley)
- Harry Potter and the Escape from Gringotts
- The Hogwarts Express
- Ollivanders
- The Knight Bus

San Francisco
- Fast And Furious Supercharged

## Atracciones cerradas
- "Back to the Future: The Ride". Abrió el 2 de mayo de 1991 y cerró el 30 de marzo de 2007. Reemplazado por "The Simpsons: The Ride" desde el año 2008.
- "Kongfrontation". Abrió en 1990 y cerró en el 2002, reemplazado por "Revenge of the Mummy".
- "Jaws,the Ride". Abrió el 7 de junio de 1990 y cerró el 2 de enero de 2012, reemplazado por "Captain Jake's Amity Boat Tours", está siendo remplazada en 2015 por Harry Potter Escape from Gringotts and the Diagon Alley Land.
- "Murder, She Wrote Mystery Theatre".
- "Ghostbusters Spooktacular". Reemplazaado por "Twister: Ride It Out!" que luego fue remplazado posterioramente en 2015 por "Race Through New York Starring Jimmy Fallon".
- The Funtastic World of Hanna-Barbera". Abrió el 7 de junio de 1990 y cerró el 20 de octubre de 2002. Reemplazado por "Jimmy Neutron's Nicktoon Blast" Abrió el 11 de abril de 2003 y cerró el 18 de agosto de 2012. Remplazado posteriormente por Despicable me, que abrió el 2 de julio de 2013
- "Nickelodeon Studios".Reemplazado por "Blue Man Group"
- "Animal Actors Stage". Fue remodelado como "Animal Planet Live", luego cambiado nuevamente a "Animal Actors On Location!" después que finalizara el contrato con Animal Planet.
- "Alfred Hitchcock, The Art of Making Movies". Reemplazado por "Shrek 4-D", el cual este en 2022 cerro para ser rempalzado por "Villain-Con Minion Blast".
- "The Wild, Wild, Wild West Stunt Show" (Reemplazado por "Fear Factor Live").
- "Stage 54". Reemplazado por "Donkey", en conexión con "Shrek 4-D", que en 2022 cerro para ser rempalzado por "Villain-Con Minion Blast", Al igual que "Shrek 4-D".
- "Hercules and Xena: Wizards of the Screen".
- "Psycho home tour with video".
- "An American Tail Live Show". Reemplazado por "Beetlejuice's Graveyard Revue". luego Reemplazado por The Fast And Furious Supercharged".
- Terminator 2 3-D Battle Across Time". Reemplazado por The Bouner Spectacular".
- "Woody Woodpecker KidZone". Cerro en 2023 (excepto Animal Actors on Location! y E.T Adventure) siendo remplazado por Dreamworks Land (con Shrek, Trolls y Kung Fu Panda ).

## Restaurantes
- Universal Studios Classic Monster Cafe
- Finnegan's Bar & Grill
- Louie's Italian Restaurant
- Lombard's Seafood Grille
- Richter's Burger Co.
- Midway Grill
- International Food and Film Festival
- Cafe La Bamba
- Mel's Drive-In
- Today Cafe

## Gallery

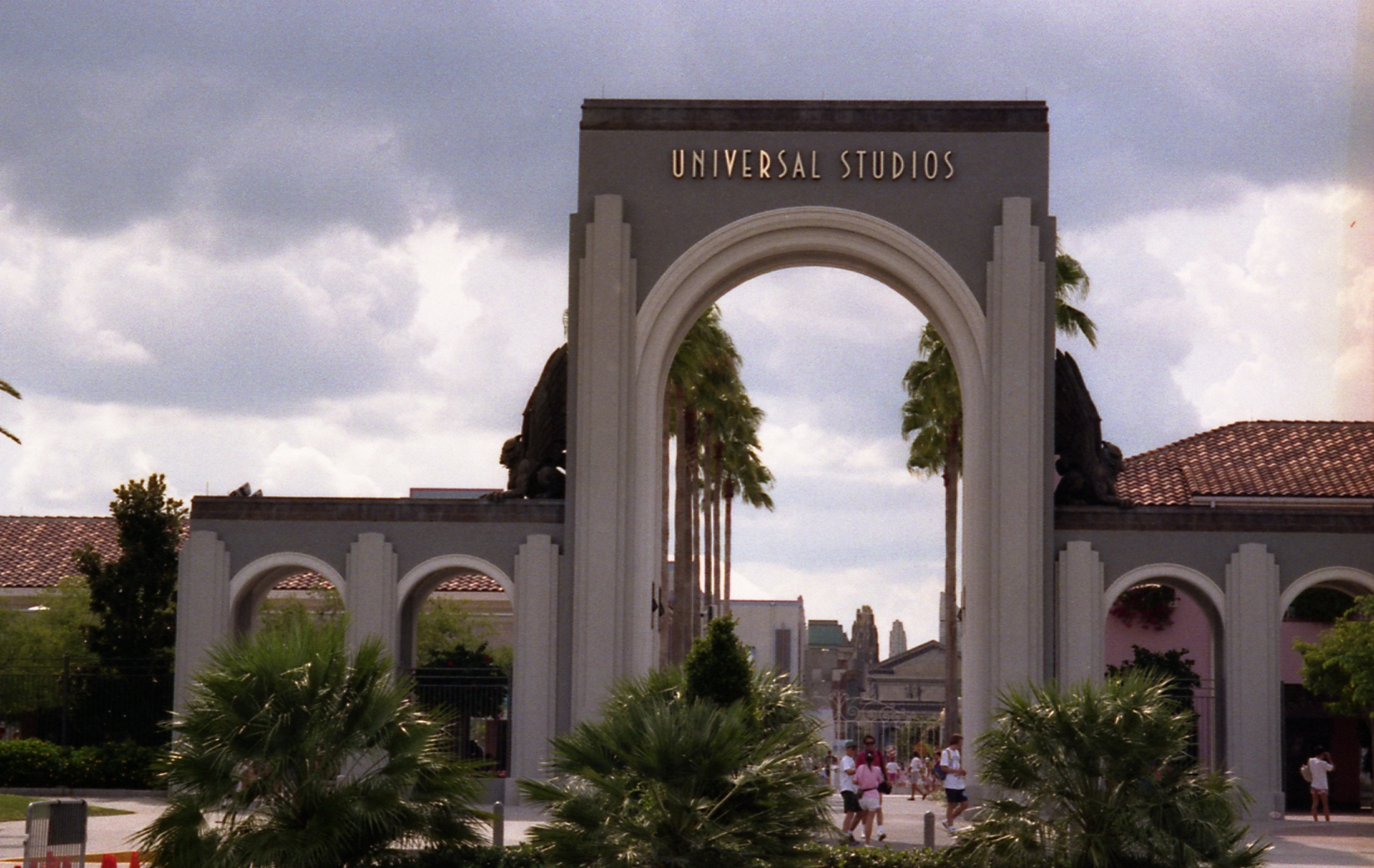
The original entrance to Universal Studios Florida
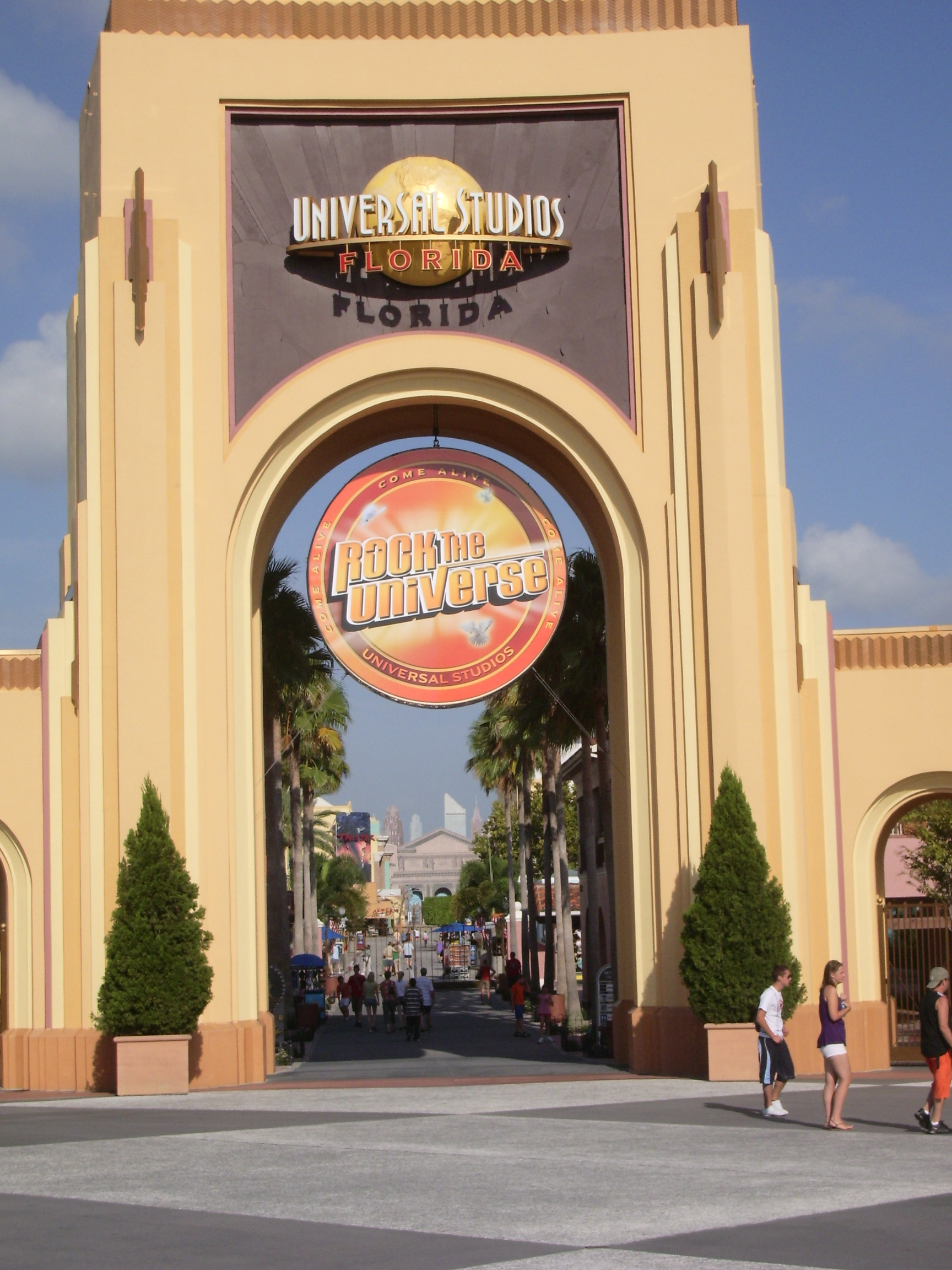
The entrance to Universal Studios Florida in 2007
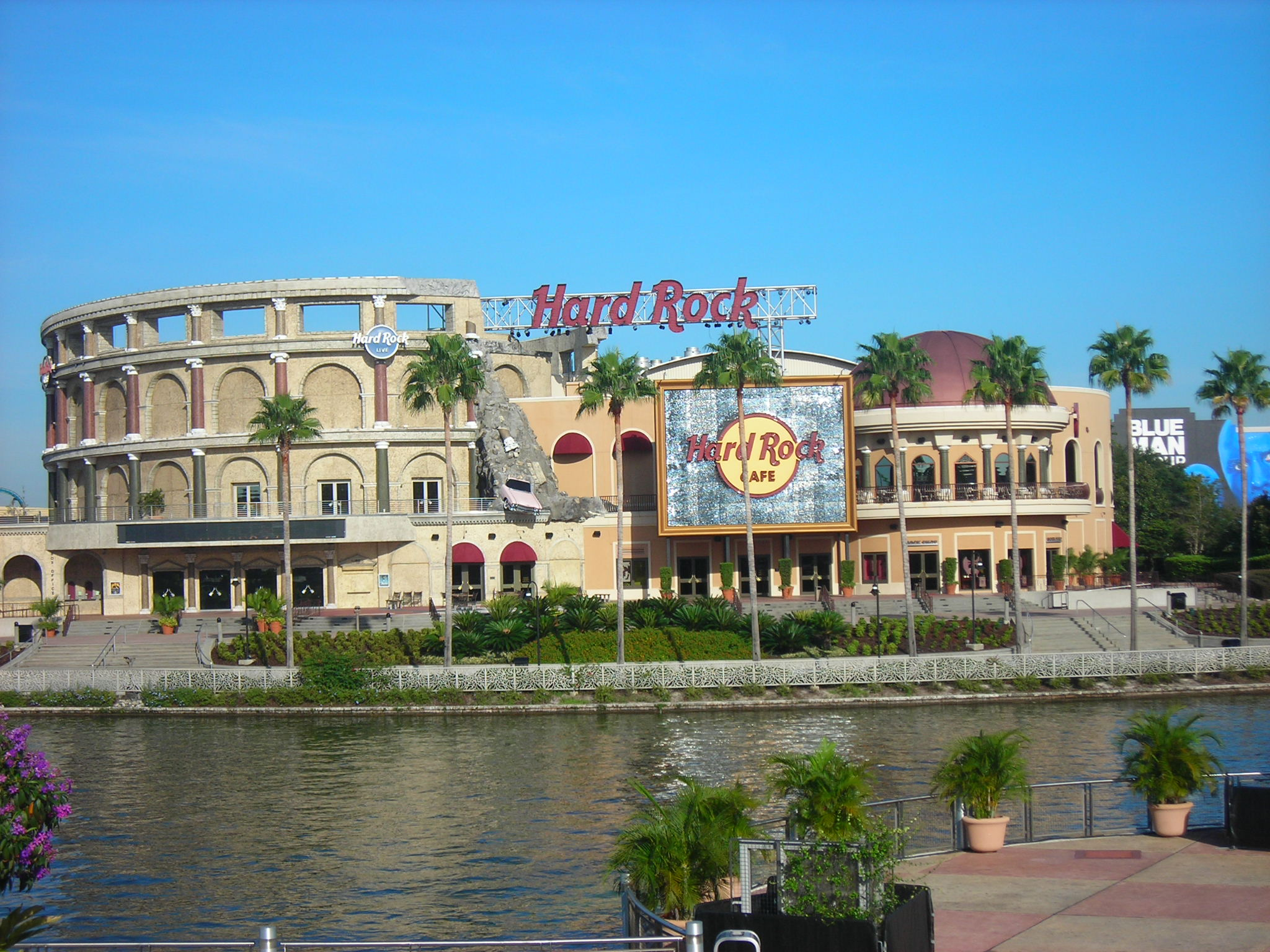
Hard Rock Cafe at Universal CityWalk
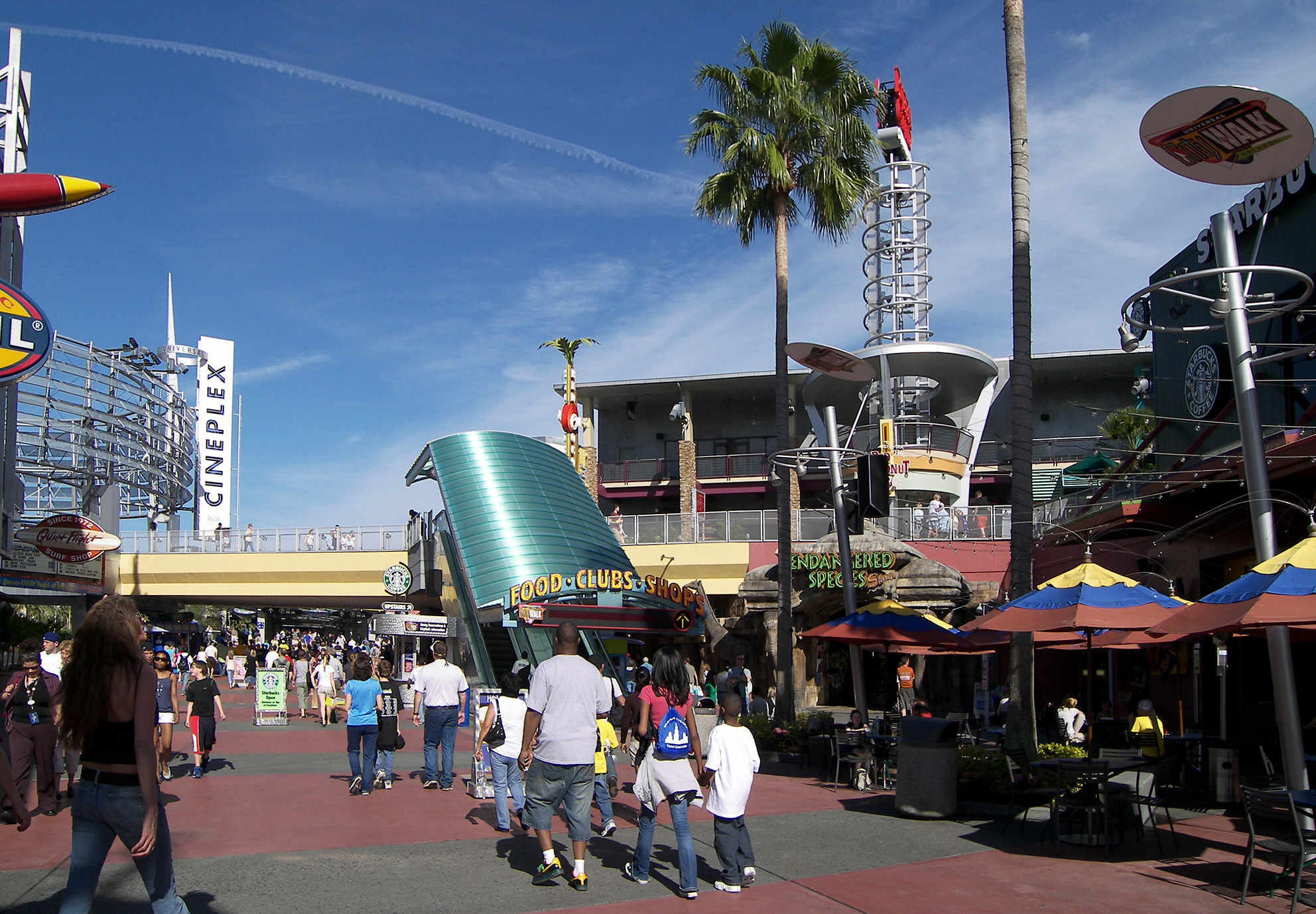
Universal CityWalk
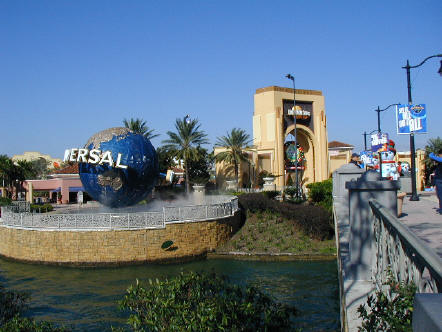
Universal Studios Entrance
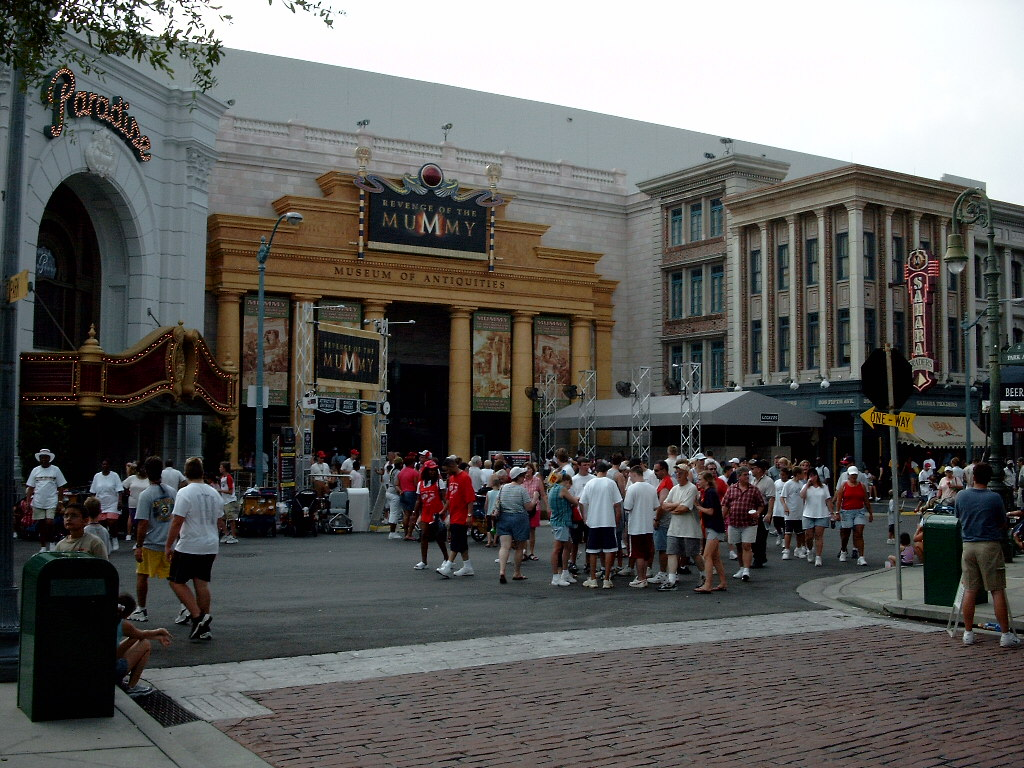
Revenge of the Mummy
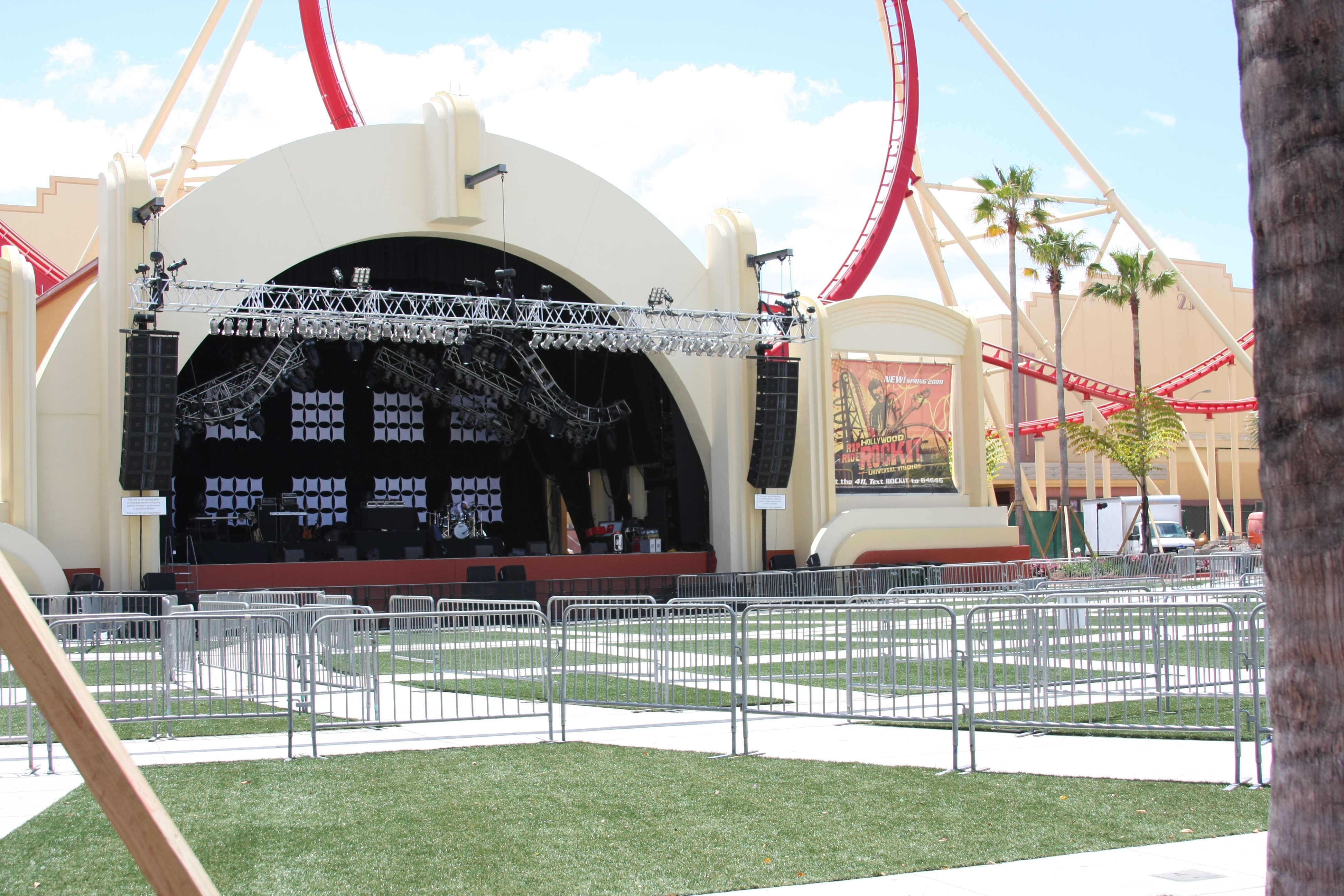
Universal Music Plaza Stage